# Referendum w Irlandii w maju 2012 roku
Referendum w Irlandii w 2012 – referendum w Irlandii, które odbyło się 31 maja 2012 i dotyczyło przyjęcia paktu fiskalnego. W wyniku referendum Irlandia opowiedziała się za przyjęciem paktu. Irlandia była jedynym krajem Unii Europejskiej, w którym to głosowanie miało zadecydować o przyjęciu paktu.

## Wyniki głosowania
| Głosy          | Liczba głosów | %      |
| -------------- | ------------- | ------ |
| Tak            | 955 091       | 60,37% |
| Nie            | 626 907       | 39,63% |
| Głosy nieważne | 7 206         | 0,45%  |
| Razem          | 1 589 204     | 100%   |
| Frekwencja     | 50,53%        | 50,53% |